# 豊国孝
豊国 孝（とよくに たかし、1935年 - ）は、日本の文学研究者・イギリス文学者。小樽商科大学名誉教授。主な研究対象はイギリス文学(D・H・ローレンス)。

## 人物

### 経歴
北海道出身。1958年北海道大学文学部英米文学科卒業。1962年旭川工業高等専門学校講師。1967年室蘭工業大学講師、1970年同大学助教授を経て、1979年小樽商科大学商学部助教授。1981年小樽商科大学商学部教授に就任。1991年に同大学言語センター教授。1999年に小樽商科大学名誉教授の称号を授与される。なお、1999年から札幌大学外国語学部教授、現在札幌大学外国語学部研究科非常勤講師。2008年3月退職。2015年11月瑞宝中綬章を受章。

## 主な著書

### 単著
- 『D.H. ロレンスの小説――シンボル、神話、時間』（共同文化社・新書・2001年）

### 論文
- ‘D.H.Lawrence’ｓ“The Ladybird”－A Modern Myth’日本英文学会北海道支部『北海道英語英文学』17号(1972)
- ‘A Modern Man Obsessed by Time, A Note on “The Man Who Loved Islands”’D.H.Lawrence Review 7-1(1974）
- ‘A Study of “St. Mawr” —From Culture to Nature’小樽商科大学『人文研究』第80輯(1990年)
- ‘A Study of “The Blind Man”—Darkness, Touch, and Myth’ 小樽商科大学『人文研究』第95輯（1998年）

### 主な著書及び論文の内容
- 『D.H.ロレンスの小説――シンボル、神話、時間』
  - イギリスの20世紀の小説家D.H.ロレンの小説10篇と短編小説3篇を、シンボル、神話、時間、オカルティズムといった視点から分析した研究書。日本ロレンス協会の学会誌『D.H.ロレンス研究』12号（2002）と、アメリカの研究誌　D.H.Lawrence Review31-3で書評を受けている。

- 'D.H.Lawrence's "The Ladybird"--A Modern Myth' 
  - ロレンスの短編小説「てんとう虫」をニーチェの「アポロ的なもの」と「ディオニソス的なもの」という二元論的な視点から分析し、この作品の重要性を論じている。

- 'A Modern Man Obsessed by Time, A Note on "The Man Who Loved Islands"'　
  - D.H.Lawrence Review7-1に発表された論文。ロレンスの短編小説「島を愛した男」を時間――直線的時間と円環的時間――という視点から分析した論文。Harris,J.H.,The Short Fiction of D.H.Lawrence(1984)と、Paul Poplawski, D.H.Lawrence: A Reference Companion(1996)で参考文献として取り上げられている。

- 'A Study of "St.Mawr"--From Culture to Nature'
  - ロレンスの短編小説「セント・モア」を神話的視点から分析し、人間は文明から自然に帰るべきであると作者が主張しているとする。

- 'A Study of "The Blind Man"--Darkness,Touch, and Myth'
  - ロレンスの短編小説「盲目の人」の「暗闇」と「タッチ」（触るという行為）の本質的意味を解明しようとする試み。